# Sylvia Escovar
Sylvia Escovar Gómez (Bogotá, 18 de mayo de 1961) es una líder empresarial colombiana. Presidente de Organización Terpel desde 2012. Reconocida por Merco como una de las empresarias con mejor reputación en el país.

## Biografía
Sylvia Escovar nació en Bogotá. Se graduó de bachiller del colegio Abraham Lincoln y adelantó sus estudios de Economía en la Universidad de los Andes.
Trabajó en instituciones gubernamentales como el Departamento Nacional de Planeación, el Banco de la República y las Secretarías de Hacienda y Educación de Bogotá así como en organismos multilaterales como el Banco Mundial y el BID y en empresas privadas como Fiducolombia y el Instituto FES de Liderazgo.
Desde el 2012 asumió la presidencia de la Organización Terpel, compañía a la cual ha estado vinculada por 18 años ejerciendo desde distintos cargos gerenciales. Adicionalmente participa en la junta directiva de empresas como Bancolombia, ETB, Organización Corona y GeoPark.
Ha sido incluida en el listado de los 10 líderes con mejor reputación del Ranking Merco Colombia. Fue nombrada empresaria del año por Portafolio en el año 2017. También fue reconocida por la Presidencia de la República con la Orden Nacional al Mérito, por liderar el compromiso de Terpel con el proceso de reconciliación y posconflicto, su servicio al país y su aporte a la construcción de una paz sostenible.

## Presidencia de Terpel
Entre sus logros como presidenta de Terpel se destacan la inscripción de Terpel en la Bolsa de Valores con sello IR, el proceso de integración con ExxonMobil, para la adquisición de sus negocios de distribución de lubricantes en Perú, Ecuador y Colombia, y la incursión de la organización en la movilidad eléctrica a través de su estrategia de Nueva Movilidad.
Escovar ha sido reconocida por sus grandes contribuciones en la lucha por la equidad de género desde el ámbito empresarial y por fortalecer el significado de AliadoPaís de Terpel, con sus estrategias de sostenibilidad y responsabilidad social.